# Liste der orbitalen Raketenstarts (2018)

## Startliste
Januar – Februar – März – April – Mai – Juni – Juli – August – September – Oktober – November – Dezember
| Datum (UTC)          | Raketentyp                     | Startplatz     | Nutzlast | Art / Zweck | COSPAR-ID |
| Januar 2018          | Januar 2018                    | Januar 2018    | Januar 2018 | Januar 2018 | Januar 2018 |
| -------------------- | ------------------------------ | -------------- | --- | --- | --- |
| 8. Jan. 2018 01:00   | Falcon 9                       | CCAFS 40       | Zuma (USA 280) Fehlschlag? | US-Regierungsauftrag mit geheimem Zweck | 01A |
| 9. Jan. 2018 03:24   | CZ-2D                          | Taiyuan 9      | Superview 1-03 Superview 1-04 | 2× Erdbeobachtung | 02A, 02B |
| 11. Jan. 2018 23:18  | CZ-3B/YZ-1                     | Xichang 2      | Beidou-3 MEO7, MEO8 | 2× Navigation | 03A, 03B |
| 12. Jan. 2018 03:59  | PSLV-XL                        | SHAR 1         | Cartosat-2F Microsat-TD INS 1C LEO Vantage 1 Carbonite 2 ICEYE X1 Arkyd 6A Cicero 7 Fox-1D PicSat 4 × Lemur-2 4 × Flock-3p’ Corvus BC3 v2 Spacebee 1–4 DemoSat 2 GeoStare MicroMAS 2a CNUSail 1 Canyval-X KAUSat 5 SIGMA Step Cube Lab | Erdbeobachtung TE/Erdbeobachtung TE/Kommunikation TE/Erdbeobachtung Erdbeobachtung Technologieerprobung Erdbeobachtung Amateurfunk ◻ Astronomie ◻ Meteorologie, AIS ◻ Erdbeobachtung ◻ TE/Kommunikation ◻ TE/Erdbeobachtung TE/Kommunikation ◻ TE/Astronomie ◻ TE/Sonnensegel 2× TE ◻ Erdbeobachtung ◻ TE/Forschung ◻ Hochschulprojekt ◻ | 04A 04T 04F 04C 04E 04D 04V 04AJ 04AC 04X 04P, 04R, 04N, 04Q 04L, 04K, 04J, 04M 04H 04AH, 04AG, 04AF, 04AE 04W 04S 04AK 04Y 04AD |
| 12. Jan. 2018 22:11  | Delta IV                       | VAFB 6         | USA 281 (NROL-47) | Aufklärung | 05A |
| 13. Jan. 2018 07:10  | CZ-2D                          | Jiuquan S-2    | LKW-3 | Aufklärung | 06A |
| 17. Jan. 2018 21:06  | Epsilon                        | USC            | Asnaro-2 | Erdbeobachtung | 07A |
| 19. Jan. 2018 04:12  | CZ-11                          | Jiuquan S-E2   | Jilin 1-07 und -08 Xiaoxiang 2 3 weitere | 2× Erdbeobachtung TE ◻ Cubesats ◻ | 08E, 08F 08A 08B, 08C, 08D |
| 20. Jan. 2018 00:48  | Atlas V 411                    | CCAFS 41       | SBIRS GEO 4 | militärischer Frühwarnsatellit | 05A |
| 21. Jan. 2018 01:43  | Electron/KS                    | Mahia 1A       | 2× Lemur-2 Dove Pioneer Humanity Star | Meteorologie, AIS ◻ Erdbeobachtung ◻ Reflektorkugel | 10E, 10C 10A 10F |
| 25. Jan. 2018 05:39  | CZ-2C                          | Xichang 3      | 3× Yaogan 30-04 Weina 1A | Erdbeobachtung TE ◻ | 11B, 11C, 11D 11A |
| 25. Jan. 2018 22:20  | Ariane 5 ECA                   | CSG A-3        | Al Yah 3 SES-14 ( GOLD) | Kommunikation Erdbeobachtung | \| 12A 12B (12B) \| Teilerfolg[F 2] \|                                                                                           |
| 31. Jan. 2018 21:25  | Falcon 9                       | CCAFS 40       | GovSat-1 | Kommunikation | 13A |
| Februar 2018         |                                |                | | | |
| 1. Feb. 2018 02:07   | Sojus-2/Fregat                 | Wostotschny 1S | Kanopus V3, V4 4× Lemur-2 S-Net A–D D-Star One | 2× Erdbeobachtung Meteorologie, AIS ◻ 4× Kommunikation Amateurfunk ◻ | 14A, 14B 14E, 14F, 14C, 14D 14J, 14H, 14K, 14G                                                                                   |
| 2. Feb. 2018 07:51   | CZ-2D                          | Jiuquan S-2    | CSES ÑuSat 4, 5 2× GOMX 4 FengMaNiu 1 Shaonian Xing | Forschung 2× Erdbeobachtung TE ◻ TE ◻ Schulprojekt ◻ | 15C 15D, 15K 15F, 15E 15A 15H |
| 3. Feb. 2018 05:03   | SS-520                         | USC            | TRICOM-1R | Erdbeobachtung ◻ | 16A |
| 6. Feb. 2018 20:45   | Falcon Heavy Erstflug          | KSC 39A        | Falcon Heavy Demo Tesla Roadster | Demonstrationsflug Elektroauto | 17A |
| 12. Feb. 2018 05:03  | CZ-3B/YZ-1                     | Xichang 2      | Beidou-3 M5, M6 | 2× Navigation | 18A, 18B |
| 13. Feb. 2018 08:13  | Sojus-2                        | Baikonur 31/6  | Progress MS-08 | ISS-Versorgung | 19A |
| 22. Feb. 2018 14:17  | Falcon 9                       | VAFB 4E        | Paz Tintin A und B | Erdbeobachtung 2× TE/Kommunikation | 20A 20B, 20C |
| 27. Feb. 2018 04:34  | H-IIA 202                      | TNSC Y1        | IGS Optical 6 | Aufklärung | 21A |
| März 2018            |                                |                | | | |
| 1. März 2018 22:02   | Atlas V 541                    | CCAFS 41       | GOES-S | Wettersatellit | 22A |
| 6. März 2018 05:33   | Falcon 9                       | CCAFS 40       | Hispasat 30W-6 Podsat 1 | Kommunikation Technologieerprobung | 23A 23B |
| 9. März 2018 17:10   | Sojus-ST/Fregat                | CSG S          | O3b FM13–16 | 4× Kommunikation | 24D, 24C, 24A, 24B |
| 17. März 2018 07:10  | CZ-2D                          | Jiuquan S-2    | LKW-4 | Aufklärung | 25A |
| 21. März 2018 17:44  | Sojus-FG                       | Baikonur 1/5   | Sojus MS-08 | bemannte ISS-Mission | 26A |
| 29. März 2018 11:26  | GSLV Mk II                     | SHAR 2         | GSAT-6A | Kommunikation | 27A |
| 29. März 2018 17:38  | Sojus-2w/Wolga                 | Plessezk 43/4  | Kosmos 2525 | Militärsatellit | 28A |
| 29. März 2018 17:56  | CZ-3B/YZ-1                     | Xichang 2      | Beidou-3 M7, M8 | 2× Navigation | 29A, 29B |
| 30. März 2018 14:14  | Falcon 9                       | VAFB 4E        | Iridium Next 41–50 | 10× Kommunikation | 30D, 30H, 30J, 30K … |
| 31. März 2018 03:22  | CZ-4C                          | Taiyuan 9      | Gaofen-1 02–04 | 3× Erdbeobachtung | 31A, 31B, 31D |
| April 2018           |                                |                | | | |
| 2. April 2018 20:30  | Falcon 9                       | CCAFS 40       | Dragon CRS-14 RemoveDebris Ubakusat 1KUNS-PF Irazú | ISS-Versorgung 4× TE TE/Ausbildung ◻ | 32A 1998-067NT, PM, PR 1998-067NP 1998-067NQ 1998-067NR                                                                          |
| 5. April 2018 21:34  | Ariane 5 ECA                   | CSG A-3        | Superbird 8 HYLAS 4 | Kommunikation | 33A 33B |
| 10. April 2018 04:25 | CZ-4C                          | Jiuquan S-2    | 3× Yaogan 31-01 Weina 1B | Erdbeobachtung TE ◻ | 34A, 34B, 34C 34E |
| 11. April 2018 22:34 | PSLV-XL                        | SHAR 2         | IRNSS 1I | Navigation | 35A |
| 14. April 2018 23:13 | Atlas V 551                    | CCAFS 41       | AFSPC-11 4× STP | Militärkommunikation Militärexperimente | 36A 36B, 36E, 36F, 36G |
| 18. April 2018 22:12 | Proton/Bris                    | Baikonur 81/24 | Blagowest 12L | Militärsatellit | 37A |
| 18. April 2018 22:51 | Falcon 9                       | CCAFS 40       | TESS | Weltraumteleskop | 38A |
| 25. April 2018 17:57 | Rockot                         | Plessezk 133/3 | Sentinel-3B | Erdbeobachtung | 39A |
| 26. April 2018 04:42 | CZ-11                          | Jiuquan S-E2   | OVS 2A OHS 2A bis 2D | Erdbeobachtung 4× Erdbeobachtung | 40B 40A, 40C, 40D, 40E |
| Mai 2018             |                                |                | | | |
| 3. Mai 2018 16:06    | CZ-3B/G2                       | Xichang 2      | APStar 6C | Kommunikation | 41A |
| 5. Mai 2018 11:05    | Atlas V 401                    | VAFB 3E        | InSight 2× Mars Cube One | Marslander Raumsonden ◻ | 42A 42B, 42C |
| 8. Mai 2018 18:28    | CZ-4C                          | Taiyuan 9      | Gaofen-5 | Erdbeobachtung | 43A |
| 11. Mai 2018 20:14   | Falcon 9                       | KSC 39A        | Bangabandhu-1 | Kommunikation | 44A |
| 20. Mai 2018 21:28   | CZ-4C                          | Xichang 3      | Queqiao DSLWP-A und -B | Mondkommunikation Forschung/Amateurfunk | 45A 45B, 45C |
| 21. Mai 2018 08:44   | Antares                        | MARS 0A        | Cygnus CRS-9 4× Lemur-2 Elana 23 2× AeroCube 12 | ISS-Versorgung Meteorologie, AIS ◻ 7 Hochschulprojekte ◻ TE/Erdbeobachtung ◻ | 46A 46E, 46F, 46G, 46H 1998-067NU … 46C, 46D                                                                                     |
| 22. Mai 2018 19:48   | Falcon 9                       | VAFB 4E        | GRACE-FO Iridium Next 51–55 | 2× Forschung 5× Kommunikation | 47A, 47B 047F, 47E, 47D, 47C …                                                                                                   |
| Juni 2018            |                                |                | | | |
| 2. Juni 2018 04:13   | CZ-2D                          | Jiuquan S-2    | Gaofen-6 Luojia 1-01 | Erdbeobachtung TE/Erdbeobachtung ◻ | 48A 48B |
| 4. Juni 2018 04:45   | Falcon 9                       | CCAFS 40       | SES-12 | Kommunikation | 49A |
| 5. Juni 2018 13:07   | CZ-3A                          | Xichang 2      | Fengyun 2H | Wettersatellit | 50A |
| 6. Juni 2018 11:12   | Sojus-FG                       | Baikonur 1/5   | Sojus MS-09 | bemannte ISS-Mission | 51A |
| 12. Juni 2018 04:20  | H-IIA 202                      | TNSC Y1        | IGS Radar 6 | Aufklärung | 52A |
| 16. Juni 2018 21:46  | Sojus-2/Fregat                 | Plessezk 43/4  | Glonass M | Navigation | 53A |
| 27. Juni 2018 03:30  | CZ-2C                          | Xichang 3      | XJS A und B | Technologieerprobung | 54A, 54B |
| 29. Juni 2018 09:42  | Falcon 9                       | CCAFS 40       | Dragon CRS-15 Bhutan-1 UiTMSat 1 Maya 1 | ISS-Versorgung Hochschulprojekt ◻ | 55A 1998-067PF 1998-067PD 1998-067PE                                                                                             |
| Juli 2018            |                                |                | | | |
| 9. Juli 2018 03:56   | CZ-2C                          | Jiuquan S-2    | PRSS 1 PakTES 1A | Erdbeobachtung | 56B 56A |
| 9. Juli 2018 20:58   | CZ-3A                          | Xichang 2      | Beidou-2 IGSO7 | Navigation | 57A |
| 9. Juli 2018 21:51   | Sojus-FG                       | Baikonur 31/6  | Progress MS-09 SiriusSat-1, -2 | ISS-Versorgung 2× Schulexperiment ◻ | 58A 1998-067PG … |
| 22. Juli 2018 05:50  | Falcon 9                       | CCAFS 40       | Telstar 19V | Kommunikation | 59A |
| 25. Juli 2018 11:25  | Ariane 5 ES                    | CSG A-3        | Galileo 23–26 | 4× Navigation | 60C, 60D, 60A, 60B |
| 25. Juli 2018 11:39  | Falcon 9                       | VAFB 4E        | Iridium Next 56-65 | 10× Kommunikation | 61F, 61E, 61H, 61C … |
| 29. Juli 2018 01:48  | CZ-3B/YZ-1                     | Xichang 3      | Beidou-3 M9, M10 | 2× Navigation | 62A, 62B |
| 31. Juli 2018 03:00  | CZ-4B                          | Taiyuan 9      | Gaofen 11 | Erdbeobachtung | 63A |
| August 2018          |                                |                | | | |
| 7. Aug. 2018 05:18   | Falcon 9                       | CCAFS 40       | Merah Putih (Telkom 4) | Kommunikation | 64A |
| 12. Aug. 2018 07:31  | Delta IV Heavy/Star 48BV       | CCAFS 37       | Parker Solar Probe | Sonnensonde | 65A |
| 22. Aug. 2018 21:20  | Vega                           | CSG V          | ADM-Aeolus | Erdbeobachtung | 66A |
| 24. Aug. 2018 23:52  | CZ-3B/YZ-1                     | Xichang 3      | Beidou-3 M11, M12 | 2× Navigation | 67A, 67B |
| September 2018       |                                |                | | | |
| 7. Sep. 2018 03:15   | CZ-2C                          | Taiyuan 9      | Haiyang 1C | Meeresforschung | 68A |
| 10. Sep. 2018 04:45  | Falcon 9                       | CCAFS 40       | Telstar 18V | Kommunikation | 69A |
| 15. Sep. 2018 13:02  | Delta II 7420-10C letzter Flug | VAFB 2W        | ICESat-2 Elana 18: • Elfin A, B • SurfSat • DAVE | Erdbeobachtung 3 Hochschulprojekte ◻ 2× Forschung ◻ Forschung ◻ | 70A 70E, 70D 70B 70C |
| 16. Sep. 2018 16:38  | PSLV-CA                        | SHAR 1         | NovaSAR-S SSTL S1-4 | Erdbeobachtung | 71B 71A |
| 19. Sep. 2018 14:07  | CZ-3B/YZ-1                     | Xichang 2      | Beidou-3 M13, M14 | 2× Navigation | 72A, 72B |
| 22. Sep. 2018 17:52  | H-IIB 304                      | TNSC Y2        | HTV-7 weitere Nutzlasten | ISS-Versorgung Experimente ◻ | 73A 1998-067PQ … |
| 25. Sep. 2018 22:38  | Ariane 5 ECA                   | CSG A-3        | Horizons 3e / Azerspace-2/ Intelsat 38 | Kommunikation | 73B 74A |
| 29. Sep. 2018 04:13  | Kuaizhou 1A                    | Jiuquan S-E2   | CentiSpace-1-S1 | TE/Navigation | 75A |
| Oktober 2018         |                                |                | | | |
| 8. Okt. 2018 02:21   | Falcon 9                       | VAFB 4E        | SAOCOM 1A | Erdbeobachtung | 76A |
| 9. Okt. 2018 02:43   | CZ-2C/YZ-1S Erstflug YZ-1S     | Jiuquan S-2    | Yaogan 32-01 | 2× Erdbeobachtung | 77A, 77B |
| 11. Okt. 2018 08:40  | Sojus-FG                       | Baikonur 1/5   | Sojus MS-10 | bemannte ISS-Mission | Fehlschlag |
| 15. Okt. 2018 04:23  | CZ-3B/YZ-1                     | Xichang 3      | Beidou-3 M15, M16 | 2× Navigation | 78A, 78B |
| 17. Okt. 2018 04:15  | Atlas V 551                    | CCAFS 41       | AEHF 4 | Militärkommunikation | 79A |
| 20. Okt. 2018 01:45  | Ariane 5 ECA                   | CSG A-3        | BepiColombo | Merkursonde | 80A |
| 24. Okt. 2018 22:57  | CZ-4B                          | Taiyuan 9      | Haiyang 2B | Erdbeobachtung | 81A |
| 25. Okt. 2018 00:15  | Sojus-2                        | Plessezk 43/4  | Lotos-S1 Nr. 804 | Aufklärung | 82A |
| 27. Okt. 2018 08:00  | Zhuque 1 einziger Flug         | Jiuquan S-E2   | Weilai-1 | Forschung, Erdbeobachtung | Fehlschlag |
| 29. Okt. 2018 00:43  | CZ-2C                          | Jiuquan S-2    | CFOSat Tianqi 1 weitere Nutzlasten | Erdbeobachtung Cubesat ◻ Cubesats ◻ | 83A |
| 29. Okt. 2018 04:08  | H-IIA 202                      | TNSC Y2        | GOSAT 2 KhalifaSat Diwata-2 Ten-Koh AUTcube 2 Stars-AO | Forschung Erdbeobachtung Erdbeob./Amateurfunk Forschung Astronomieprojekt ◻ | 84B 84F 84H 84G 84K 84J |
| November 2018        |                                |                | | | |
| 1. Nov. 2018 15:57   | CZ-3B/G3                       | Xichang 2      | Beidou-3 G1 | Navigation | 85A |
| 3. Nov. 2018 20:17   | Sojus-2/Fregat                 | Plessezk 43/4  | Glonass M | Navigation | 86A |
| 7. Nov. 2018 00:47   | Sojus-ST/Fregat                | CSG S          | MetOp C | Wettersatellit | 87A |
| 11. Nov. 2018 03:50  | Electron/KS                    | Mahia 1A       | Cicero 10 2× Lemur-2 Nabeo 1 2× Proxima Irvine 01 | Forschung ◻ Meteorologie, AIS ◻ Bremssegeltest ◻ TE/Kommunikation ◻ Hochschulprojekt ◻ | 88A 88F, 88H 88C 88E, 88G 88D |
| 14. Nov. 2018 11:38  | GSLV Mk III                    | SHAR 2         | GSAT-29 | Kommunikation | 89A |
| 15. Nov. 2018 20:46  | Falcon 9                       | KSC 39A        | Es’hail-2 | Kommunikation | 90A |
| 16. Nov. 2018 18:14  | Sojus-FG                       | Baikonur 1/5   | Progress MS-10 | ISS-Versorgung | 91A |
| 17. Nov. 2018 09:01  | Antares                        | MARS 0A        | Cygnus CRS-10 KickSat 2 100 Sprites CHEFsat 2 MYSat 1 | ISS-Versorgung Wirtssatellit ◻ Femtosatelliten TE/Kommunikation ◻ Hochschulprojekt ◻ | 92A 92G 92E 92F |
| 18. Nov. 2018 18:07  | CZ-3B/YZ-1                     | Xichang 3      | Beidou-3 M17, M18 | 2× Navigation | 93A, 93B |
| 19. Nov. 2018 23:40  | CZ-2D                          | Jiuquan S-2    | Shiyan Weixing-6 Jiading-1 (OKW-01) Tianzhi-1 Tianping-1A, -1B | TE/Forschung TE/Kommunikation Technologieerprobung 2× TE/Kalibrierung | 94B 94D 94A 94C, 94E |
| 21. Nov. 2018 01:42  | Vega                           | CSG V          | Mohammed VI-B | Erdbeobachtung | 95A |
| 29. Nov. 2018 04:27  | PSLV-XL                        | SHAR 2         | HySIS BlackSky Gl. 1 4× Lemur-2 16× Flock-3r Cicero 8 Hiber 1 Kepler 2 (CASE) HSAT 1 Centauri 2 Facsat 1 InnoSat 2 Hello World 3Cat 1                                                                                                  | Erdbeobachtung Meteorologie, AIS ◻ Erdbeobachtung ◻ Kommunikation ◻ TE ◻ Kommunikation ◻ TE/Erdbeobachtung ◻ TE ◻ TE/Erdbeobachtung ◻ Hochschulprojekt ◻ | 96A 96M 96N, 96AD, 96P, 96AC 96AE, 96AF, 96R, 96Q … 96U 96AB 96L 96B 96D 96C 96V 96AA                                            |
| 30. Nov. 2018 02:27  | Rockot                         | Plessezk 133/3 | Kosmos 2530 Kosmos 2531 Kosmos 2532 | militärische Rodnik-Satelliten | 97A 97B 97C |
| Dezember 2018        |                                |                | | | |
| 3. Dez. 2018 11:31   | Sojus-FG                       | Baikonur 1/5   | Sojus MS-11 | bemannte ISS-Mission | 98A |
| 3. Dez. 2018 18:34   | Falcon 9                       | VAFB 4E        | SSO-A: SkySat 14–15 BlackSky Global 2 Eu:CROPIS ESEO CSIM-FD, MinXSS 3× Flock-3s Elysium Star 2 Fox-1Cliff Orbital Reflector Enoch ExseedSat-1 JY1Sat MOVE-II Spacebee 5-7 48 weitere                                                  | Rideshare-Flug 2× Erdbeobachtung Erdbeobachtung Forschung Experimente 2× Sonnenforschung ◻ Erdbeobachtung ◻ Bestattungssatellit ◻ Amateurfunk ◻ Kunstwerk ◻ Amateurfunk ◻ TE ◻ TE/Kommunikation ◻ Kleinsatelliten | 99AR, 99AW 99BG 99BB 99AL 99AM, 99A 99M, 99BR, 99AG 99C 99N 99V 99AX 99Y 99BM, 99BN, 99BL → Liste                                |
| 4. Dez. 2018 20:37   | Ariane 5 ECA                   | CSG A-3        | GSAT-11 GEO-Kompsat 2A | Kommunikation Wettersatellit | 100B 100A |
| 5. Dez. 2018 18:16   | Falcon 9                       | CCAFS 40       | Dragon CRS-16 Elana 21 Delphini 1 2× CAT Quantum Radar | ISS-Versorgung 2 Hochschulprojekte ◻ Hochschulprojekt ◻ TE/Kommunikation ◻ 2 Reflektoren | 101A 1998-067PX, PY 1998-067PW 1998-067PZ, PV 92                                                                                 |
| 7. Dez. 2018 04:12   | CZ-2D                          | Jiuquan S-2    | SaudiSat 5A/B weitere Nutzlasten | 2× Erdbeobachtung Nanosatelliten | 102A, 102C |
| 7. Dez. 2018 18:24   | CZ-3B/G2                       | Xichang 2      | Chang’e-4 | Mondsonde | 103A |
| 16. Dez. 2018 06:33  | Electron/KS                    | Mahia 1A       | Elana 19 2× AeroCube 11 SHFT 1 | 11 Hochschulprojekte ◻ TE/Erdbeobachtung ◻ Forschung ◻ | 104G, 104J, 104B … 104A, 104N 104M                                                                                               |
| 19. Dez. 2018 10:40  | GSLV Mk II                     | SHAR 2         | GSAT-7A | Kommunikation | 105A |
| 19. Dez. 2018 16:37  | Sojus-ST/Fregat                | CSG S          | CSO 1 | Aufklärung | 106A |
| 21. Dez. 2018 00:20  | Proton/Bris                    | Baikonur 81/24 | Blagowest 13L | Kommunikation | 107A |
| 21. Dez. 2018 23:51  | CZ-11                          | Jiuquan S-E2   | Hongjun-1 | Kommunikation | 108A |
| 23. Dez. 2018 13:51  | Falcon 9                       | CCAFS 40       | GPS III-01 | Navigation | 109A |
| 24. Dez. 2018 16:53  | CZ-3C/G2                       | Xichang 3      | TJS 3 Subsatellit | TE/Kommunikation oder Aufklärung | 110A 110B |
| 27. Dez. 2018 02:07  | Sojus-2/Fregat-M               | Wostotschny 1S | Kanopus V5, V6 GRUS 1A D-Star One Sparrow D-Star One iSat UWE-4 ZACube-2 8× Lemur-2 12× Flock-3k Lume 1 | 2× Erdbeobachtung Erdbeobachtung Kommunikation ◻ TE/Amateurfunk ◻ TE/Ausbildung ◻ Meteorologie, AIS ◻ Erdbeobachtung ◻ | 111A, 111B 111Q 111F 111D 111E 111AH 111J, 111K, 111G, 111L … 111U, 111V, 111S, 111T … 111AJ                                     |
| 29. Dez. 2018 08:00  | CZ-2D/YZ-3 Erstflug YZ-3       | Jiuquan S-2    | Hongyan-1 6× Yunhai-2 | Kommunikation Wettersatelliten | 112F 112A, 112B, 112C … |
| 12A 12B (12B)        | Teilerfolg                     |                | | | |

Art / Zweck: Die Abkürzung „TE“ steht für „Technologieerprobung“, also das Testen neuer Satellitentechnik; das Symbol ◻ kennzeichnet Cubesats. Im Jahr 2018 starteten nur Cubesats bis zur Größe 6U.
Siehe Satellitentypen für weitere Erläuterungen.

## Fehlschläge und Teilerfolge
1. ↑  Funktion der Trägerrakete nominal; Gerüchte über Probleme beim Aussetzen der Nutzlast
2. ↑  Kontaktverlust mit der Oberstufe, nachdem diese wegen einer Fehlprogrammierung vom Kurs abkam. Die Satelliten wurden in einem Orbit mit falscher Bahnneigung ausgesetzt, konnten aber mit eigenem Antrieb ihre geostationäre Umlaufbahn erreichen.
3. ↑  Problem bei der ersten Stufentrennung wegen eines Fertigungsfehlers. Die Rettungsrakete brachte das Raumschiff mit Besatzung in Sicherheit; erfolgreiche Notlandung in Kasachstan.
4. ↑  Umlaufbahn wegen Fehlfunktion der dritten Raketenstufe nicht erreicht

## Weitere Anmerkungen
1. 1 2 3 4 5 6 7 8 9  Der Start war erfolgreich, aber die ausgesetzten Nutzlasten wurden nicht identifiziert; beispielsweise weil Informationen vom Betreiber fehlen oder weil mehrere Satelliten auf ähnlichen Umlaufbahnen nicht unterschieden werden konnten.
2. ↑  Der Satellit wurde nicht identifiziert, laut Betreiber aber erfolgreich geststartet (D-Star-One-Website vom 17. Februar 2018).
3. 1 2 3 4 5 6 7 8 9 10 11 12 13  Diese Kleinsatelliten wurden zur ISS gebracht und von dort ins All ausgesetzt. Ihre Cospar-IDs sind von der Kennung der ISS (1998-067A) abgeleitet. In Datenbanken wie dem NSSDC-Katalog sind diese Satelliten unter Umständen (noch) nicht erfasst.
4. ↑  Fest an der Kickstufe der Electron-Rakete montiert.
5. ↑  Diese Satelliten sind zu klein, um von den bestehenden Weltraumüberwachungssystemen identifiziert zu werden.
6. ↑  Diese Satelliten wurden auf der ISS in den Cygnus-CRS-10-Transporter umgeladen und von diesem nach dem Ablegen ausgesetzt; sie sollten daher Cospar-IDs auf Basis der aussetzenden Raumschiffs erhalten.